# Чернігівська єпархія ПЦУ
Чернігівська єпархія — єпархія Православної церкви України на території Чернігівської області. Заснована 1992 року.

## Історія
4 квітня 2019 року на сесії Чернігівської обласної ради депутати ухвалили рішення про передачу в довгострокове безоплатне користування пам'ятки архітектури «Церква Іоана Богослова» (Іванівська церква) у місті Ніжині управлінню Чернігівської єпархії ПЦУ.

## Правлячі архієреї
- Роман (Балащук) (22 травня 1990 — 16 вересня 1992)
- Полікарп (Пахолюк) (16 вересня 1992 – жовтень 1992)
- Іоан (Сіопко) (листопад 1992 – 14 червня 1993)
- Володимир (Романюк) (14 червня — 21 жовтня 1993)
- Варлаам (Пилипишин) (14 грудня 1994 — 25 січня 1999)
- Никон (Калембер) (25 січня 1999 — 18 вересня 2002)
- Михаїл (Зінкевич) (19 листопада 2002 — 14 травня 2004)
- Феодосій (Пайкуш) (28 липня 2004 — 28 лютого 2006)
- Мефодій (Срібняк) (28 лютого — 13 грудня 2006) в. о.
- Севастіан (Возняк) (14 грудня 2006 — 13 травня 2008)
- Іларіон (Процик) (14 травня 2008 — 23 січня 2012)
- Євстратій (Зоря) (23 січня 2012 - 2 лютого 2023)
- Антоній (Фірлей) (з 2 лютого 2023)

### Статистика
Чернігівська єпархія складається з більше сотні парафій.
Так, станом на 1 вересня 2022 року Чернігівська єпархія налічувала 131 парафії, 3 монастирі, 25 недільних шкіл, й видавалось одне періодичне видання.

### Соціальна активність
Чернігівська єпархія займається соціальною та благодійницькою діяльністю: священики відвідують інтернати для сиріт, дітей-інвалідів, будинки для старих і самотніх людей.

## Світлини парафій

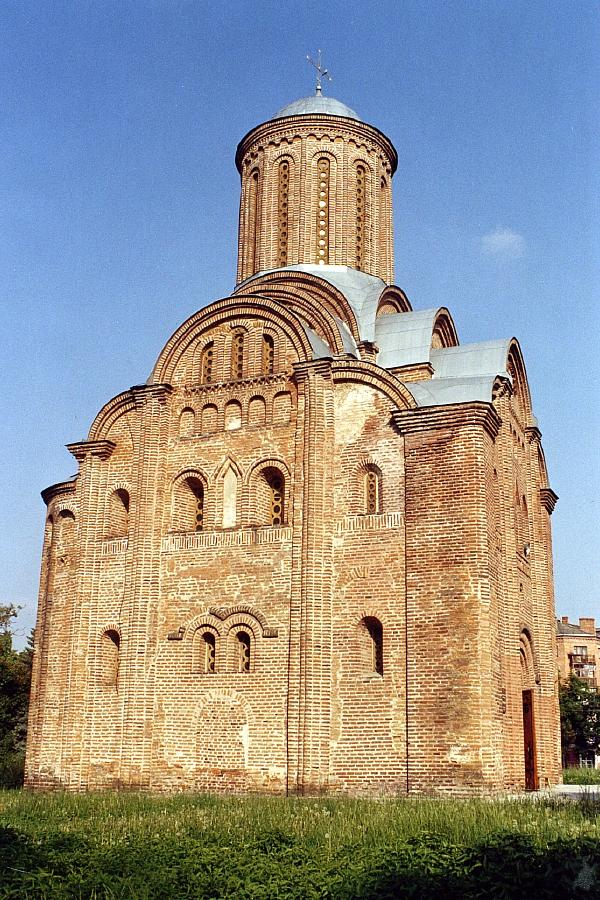
П'ятницька церква
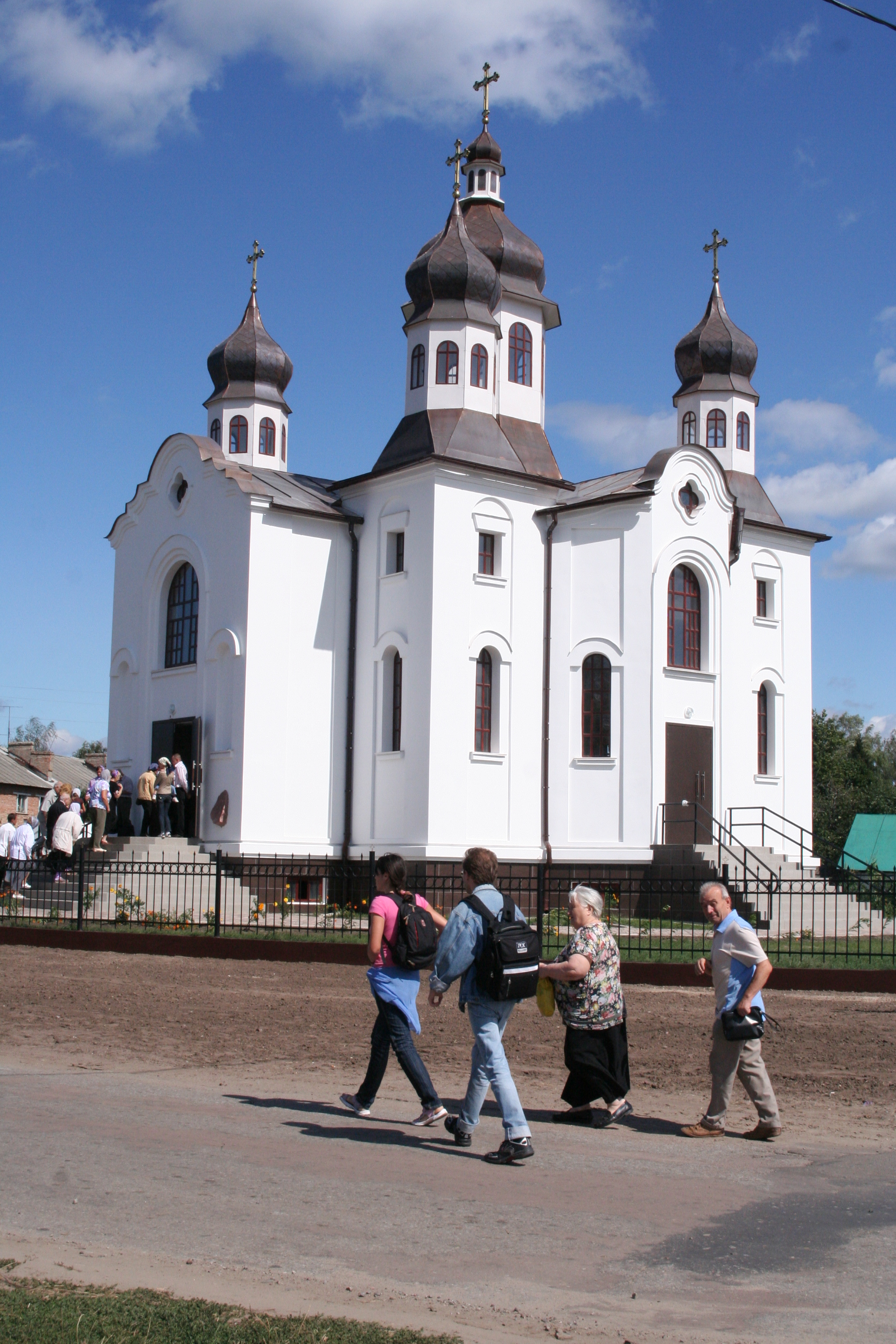
Покровська церква у Батурині
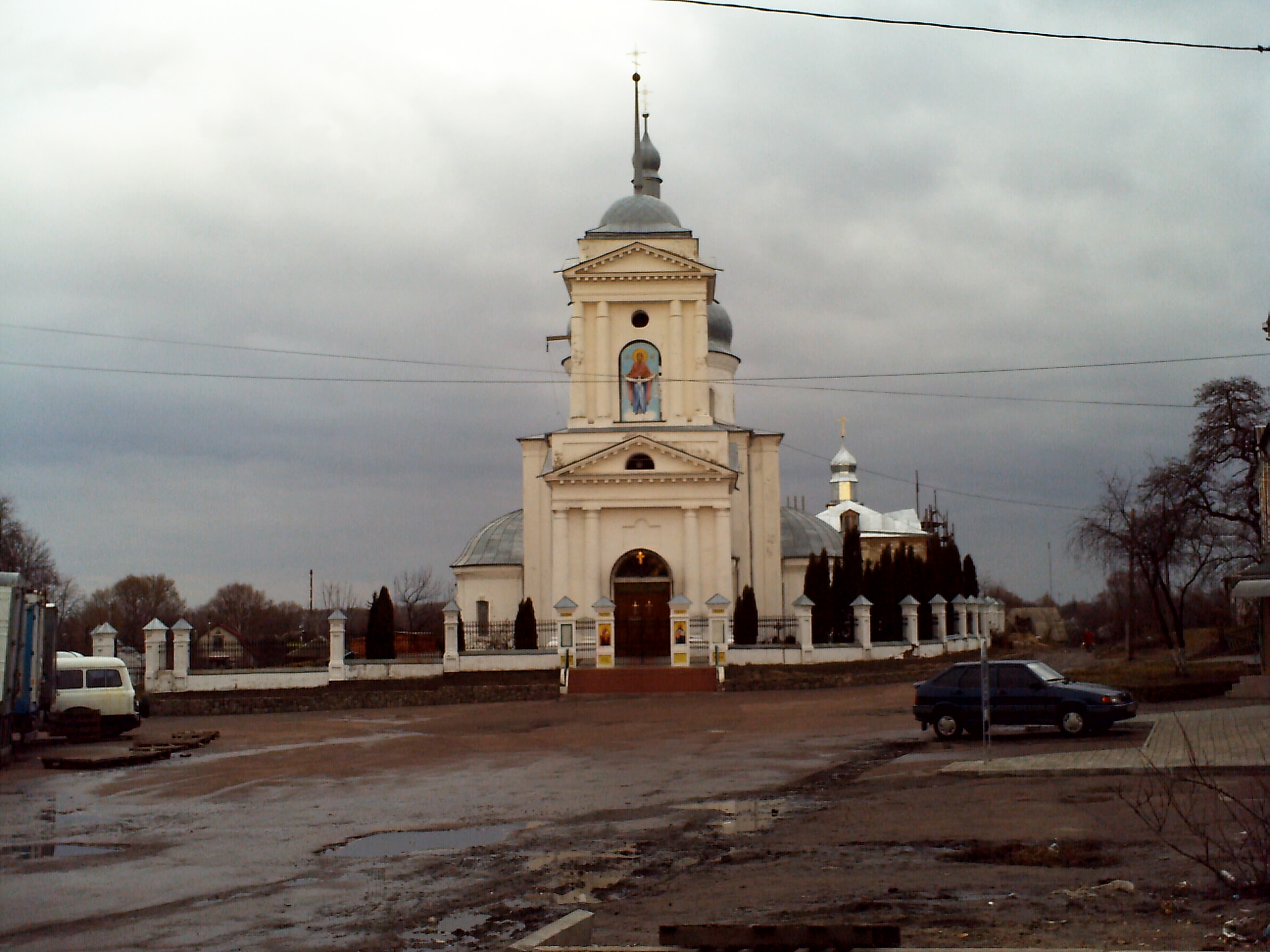
Церква Покрови Пресвятої Богородиці у Ніжині
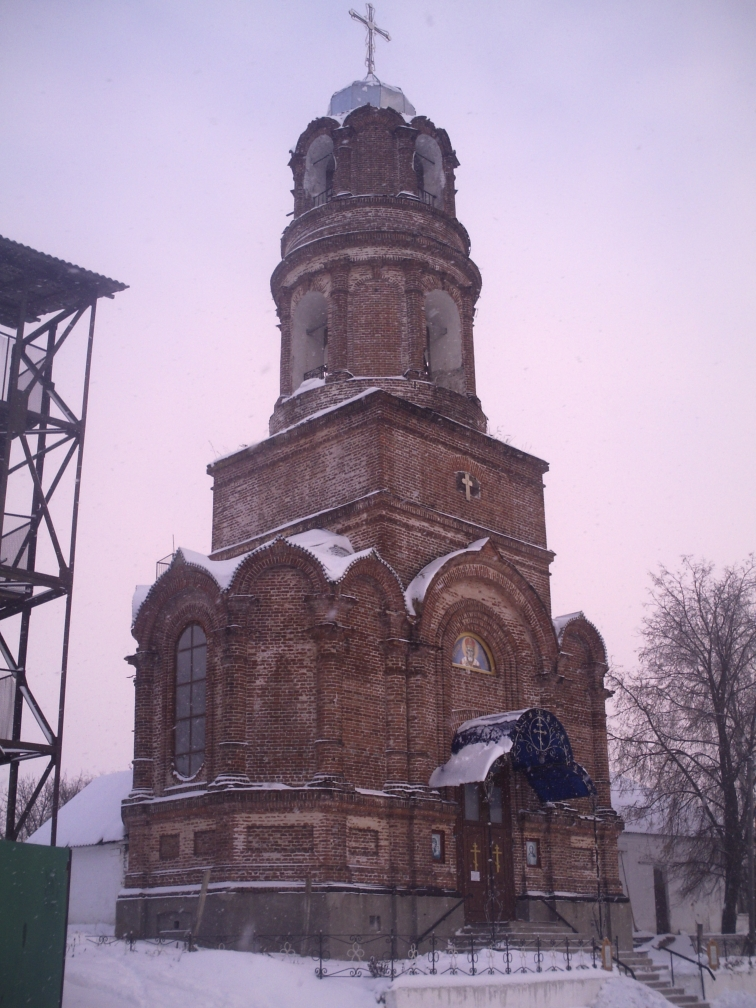
Миколаївська церква в м. Ічня
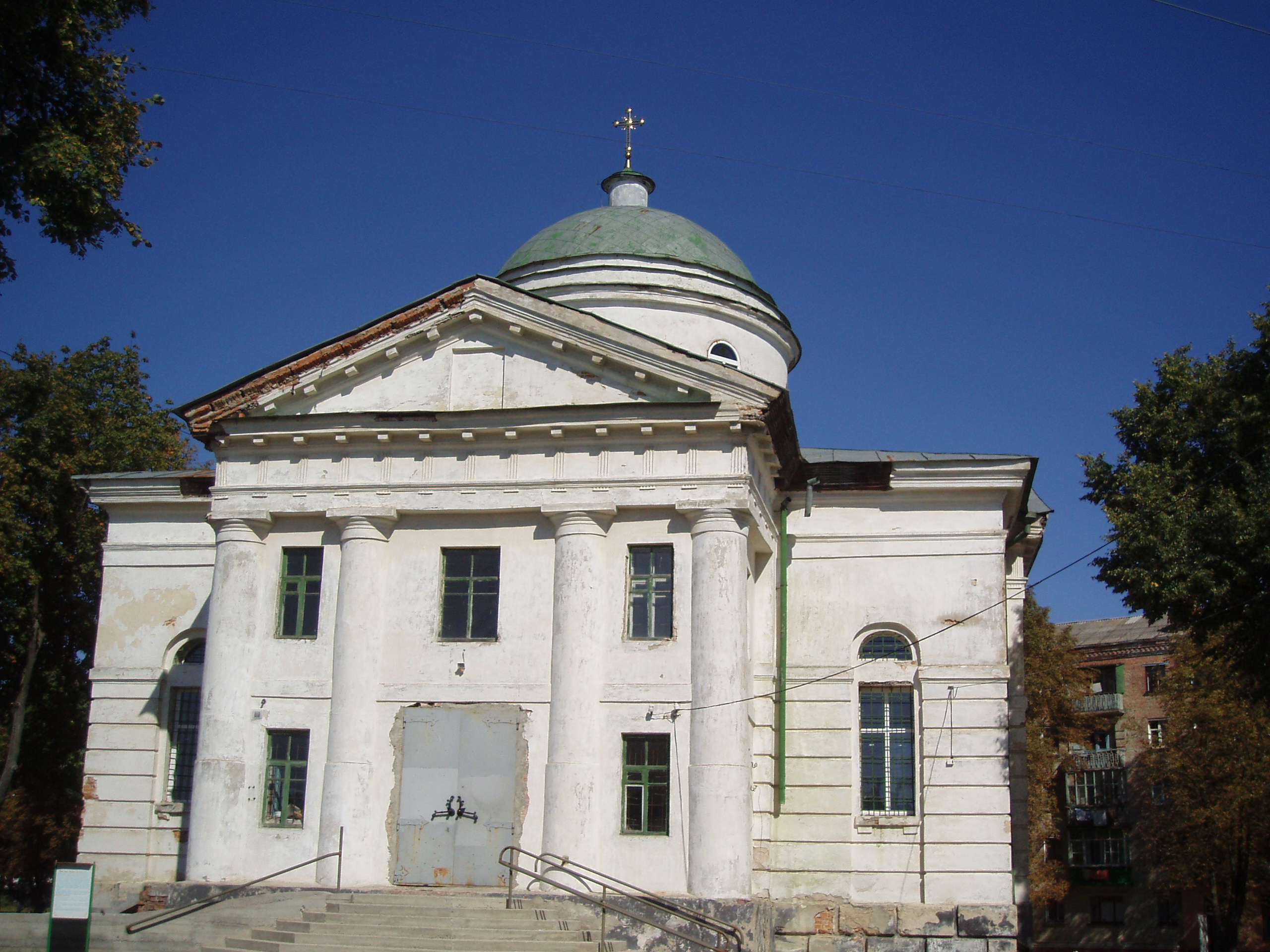
Собор Різдва Пресвятої Богородиці у Прилуках